# Vaihingerhof
Vaihingerhof  ist ein Teil des Stadtteils Neukirch der Stadt Rottweil in Baden-Württemberg im Landkreis Rottweil.

## Geographie
Vaihingerhof liegt nordöstlich von Rottweil am Rand der Schwäbischen Alb im westlichen Albvorland oberhalb des Neckartals.

### Nachbargemeinden
An den auf Rottweiler Stadtgebiet liegenden Weiler grenzen die Gemeinden Zimmern unter der Burg und Schömberg bei Balingen, beide Zollernalbkreis, sowie Dietingen im Landkreis Rottweil.

## Geschichte

### Frühgeschichte
Das Gebiet des Vaihinger Hofs war bereits durch die Kelten besiedelt. Zeugnis dieser Zeit ist eine Viereckschanze 900 m westlich des Ortes die auch als Heidenstädtle bekannt ist. Auf eine Besiedlung durch die Alemannen weist ein Reihengräberfeld am Südrand des Ortes hin.

### Mittelalter
Die erste urkundliche Erwähnung erfolgt um 1660 im Dokumentenbuch des Klosters Rottenmünster: 1262 schenkten die Ritter Albert und Volkard von Suntheim ihren Hof zu Voingen dem Kloster Rottenmünster. 1585 wird der Ort erstmals als Vaihinger Hof bezeichnet. Im Laufe der Jahre erwarb das Kloster Stück um Stück des Ortes, bis es 1632 das ganze Dorf besaß und in einen selbst bewirtschafteten Gutshof umwandelte. Um 1700 wurde das historische Schafhaus erbaut. Mehr als 500 Schafe wurden in kalten Wintern darin untergebracht. 1802 wurde das Kloster Rottenmünster säkularisiert und der Vaihinger Hof als staatliche Domäne verpachtet.

### Neuzeit
1830 kaufte die Gemeinde Neukirch das Hofgut für 50.000 Gulden. Damit wurde der Weg frei, den Vaihinger Hof neu zu besiedeln. 1888 wurde die Sebastianskapelle
erbaut. Die Kirche hat 80 Sitzplätze und wurde durch Spenden der umliegenden Gemeinden finanziert. Die Kirchenglocke stammt von der Gemeinde Bildechingen und datiert aus dem 15. Jahrhundert. 1971 wurde Neukirch im Zuge der Gemeindereform nach Rottweil eingemeindet. In den 70er Jahren war das alte Schafhaus so desolat, dass ein Abriss drohte. Aufgrund einer Unterschriftenaktion wurde eine Lösung für das Gebäude gesucht. Die Arbeiterwohlfahrt übernahm den Schafstall durch Erbbaurecht und baute ihn zu einer behindertengerechten Jugendfreizeitstätte um. Die Kosten in Höhe von drei Millionen DM wurden im Wesentlichen vom Denkmalamt Freiburg und der Stadt Rottweil bereitgestellt.

## Politik
Ortsvorsteher ist Kendy Scharein.

## Kultur und Sehenswürdigkeiten

### Gemeinschaft
Das „Gasthaus zur Linde“ ist bis heute eine Dorfwirtschaft mit eigenem Charakter in einem hervorstehenden Gebäude gegenüber dem historischen Schafstall.

### Bauwerke
1888 wurde die Sebastianskapelle erbaut.

### Regelmäßige Veranstaltungen
- Ferienzauber-Freizeit im „Vaihinger Hof“
- Funkenfeuer des Jugendring Neukirch
- Maibaumstellen